# Zwagerveen
Zwagerveen (Fries: Sweagerfean) is een voormalig dorp in de Nederlandse provincie Friesland, in de toenmalige gemeente Kollumerland en Nieuwkruisland. Het dorp lag tussen Veenklooster en Kollumerzwaag, waar het in 1971 in is opgegaan. Het dorp lag aan de Foarwei, ongeveer vanaf de Koarteloane richting het oosten naar Veenklooster. Het dorp beschikte over een gereformeerde kerk, baptistenkerk, christelijke kleuterschool en een christelijke nationale school.

## Geschiedenis

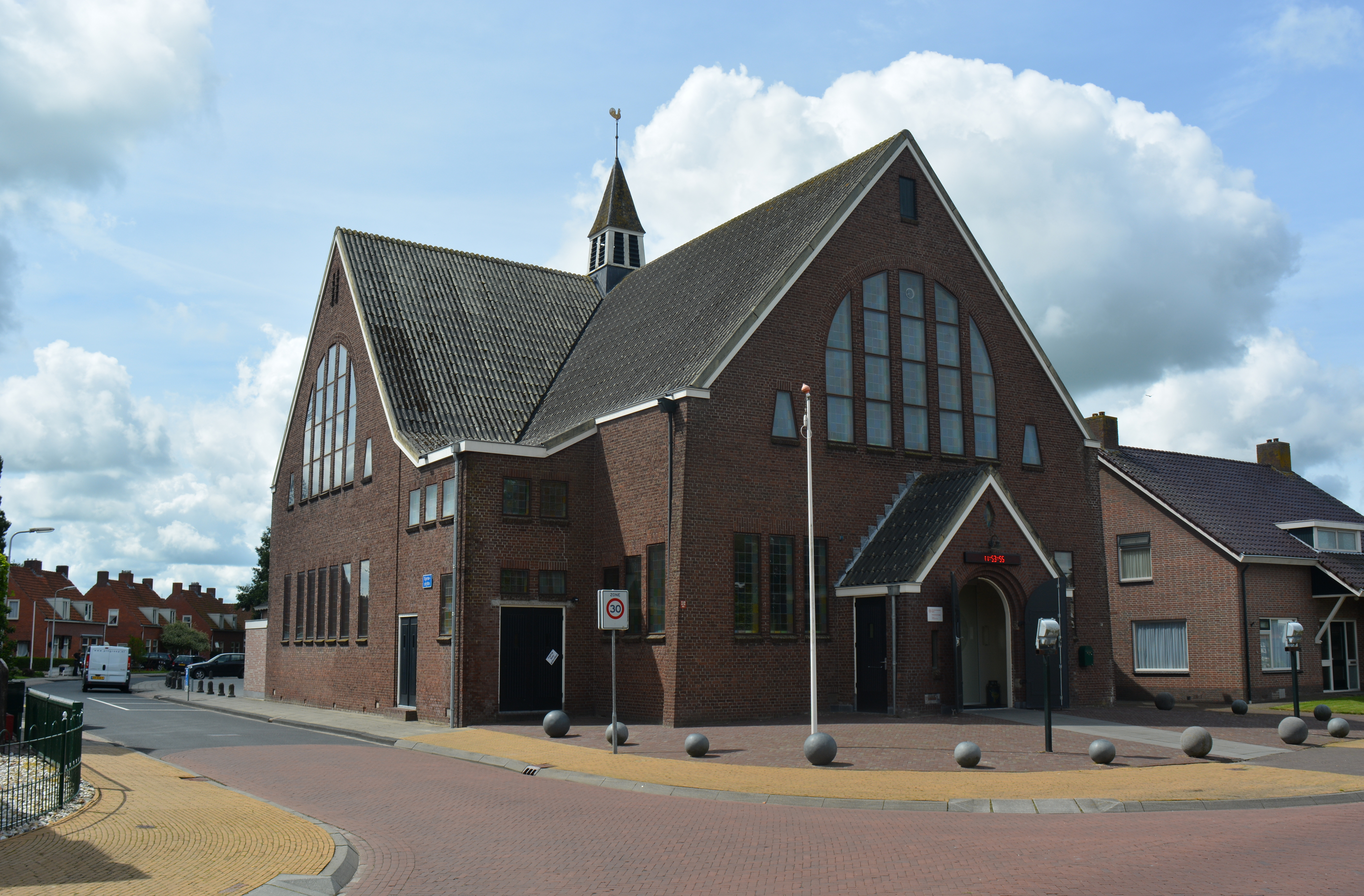
De gereformeerde kerk van Kollumerzwaag bevond zich oorspronkelijk in Zwagerveen, de gemeente heeft dan ook meerdere namen gehad:
Gereformeerde Kerk van Westergeest (1892-1929)
Gereformeerde Kerk van Zwagerveen (1929-1971)
Gereformeerde Kerk van Kollumerzwaag (1971-)

Zwagerveen en Kollumerzwaag waren ontstaan als lintbebouwing langs een middeleeuwse ontginningsas. Het deel "zwaag" is ontleend aan Kollumerzwaag en verwijst naar het oorspronkelijke gebruik van het gebied als weidegrond. De aanwezige zandgronden waren deels bedekt met veen waar het tweede deel van de naam naar verwijst.
Kollumerzwaag had al snel een parochie. Zwagerveen maakte eertijds deel uit van het dorpsgebied van Westergeest. Ook Triemen, Zandbulten en Veenklooster waren nog geen zelfstandige eenheden en behoorden (gedeeltelijk) tot Westergeest. In 1929 werd Zwagerveen een dorp, in 1940 volgde Zandbulten en Triemen die respectievelijk in 1941 en 1943 een dorp werden.
Zwagerveen groeide maar lichtjes, vooral aan de kant van Kollumerzwaag. Zandbulten groeide sterker en groeide aan Kollumerzwaag. In 1971 werden Zwagerveen en Zandbulten als dorpen opgeheven en bij Kollumerzwaag gevoegd. Zwagerveen telde dat jaar 1420 inwoners en bestond uit 395 adressen.
Zowel Zwagerveen als Zandbulten werden nog daarna een tijdlang op kaarten weergegeven. Maar anders dan Zandbulten werd Zwagerveen al snel niet meer als een plaats gezien. Zwagerveen wordt sinds het begin van de 21e eeuw meestal niet meer op kaarten weergegeven. Enkel een pand aan de Foarwei draagt nog deze naam. Verder herinnert de naam van het dorpshuis, De Trije Doarpen (De Drie Dorpen) uit 1954 in Kollumerzwaag nog aan de vroegere driedeling.

## Bevolkingsontwikkeling
| 839                                                                                     | 836 | 790 | 972 | 1104 | 1178 | 1420 |
| Data afkomstig van volkstellingen.nl en uit Encyclopedie van het hedendaagse Friesland. |     |     |     |      |      |      |

## Geboren in Zwagerveen
- Kees Bulthuis (1937-), natuurkundige
- Teake van der Meer (1937-2020), cabaretier

Steden, dorpen en gehuchten: Aalsum · Anjum · Augsbuurt · Birdaard · Blija · Bornwird · Brantgum · Burum · Dokkum · Ee · Engwierum · Ferwerd · Foudgum · Genum · Hallum · Hantum · Hantumeruitburen · Hantumhuizen · Hiaure · Hogebeintum · Holwerd · Janum · Jislum · Jouswier · Kollum · Kollumerpomp · Kollumerzwaag · Lichtaard · Lioessens · Marrum · Metslawier · Munnekezijl · Moddergat · Morra · Nes · Niawier · Oosternijkerk · Oostmahorn · Oostrum · Oudwoude · Paesens · Raard · Reitsum · Ternaard · Triemen · Veenklooster · Waaxens · Wanswerd · Warfstermolen · Westergeest · Wetsens · Wierum · Zwagerbosch

Buurtschappen: Abbewier · Bartlehiem (deels) · Beintemahuis · Betterwird · Bollingawier · Bonte Hond · Bornwirdhuizen · Boteburen · Brandeburen · De Dellen · De Keegen · De Kolk · De Leegte · De Rijp · De Wirden · De Schans · Dijkshorne · Dokkumer Nieuwe Zijlen · Drieboerehuizen · Ezumazijl · Groot Medhuizen · Halfweg · Hallumerhoek · Hanenburg · Hantumerhoek · Huis ter Noord · Kettingwier · Klein Medhuizen · Kletterbuurt · Kollumeroudzijl · Krabburen · Laagland · Lutkewier · Molenbuurt · Nieuwland · Oudeterp · Oudwouderzijlen · Reidswal · Scharnehuizen · Stiem · Teerd · Teijeburen · Tergracht (deels) · Ter Lune · Tibma · Tilburen · Tiltjeburen · Vaardeburen · Veldburen · Vijfhuizen (Hallum) · Vijfhuizen (Ternaard) · Visbuurt · Weerdeburen · Westerburen · Westernijkerk · Wie · Wijgeest · Zevenhuizen

Streken: 't Schoor · Galilea · It Paradyske · Lutkelaard · Sibrandahuis · Steenharst · Steenvak · Wildpad (deels) · Zandbulten · Zwagerveen

Friesland: Steden en dorpen      Nederland: Provincies · Gemeenten